# Eumunida debilistriata
Eumunida debilistriata är en kräftdjursart som beskrevs av Baba 1977. Eumunida debilistriata ingår i släktet Eumunida och familjen Chirostylidae. Inga underarter finns listade i Catalogue of Life.